# Коз (річка)
Коз (крим. Qoz)  — річка в Україні, на території Судацької міської ради Автономної Республіки Крим, (басейн Чорного моря).

## Опис
Довжина річки приблизно 7,31  найкоротша відстань між витоком і гирлом — 6,34  км, коефіцієнт звивистості річки — 1,15 . Формується багатьма безіменними струмками та загатами.

## Розташування
Бере початок на південно-західній стороні від села Краснокам'янка. Тече переважно на південний схід через село Сонячну Долину (у XIX столітті село Коз) і на південно-західній стороні від села Прибережне впадає у Чорне море.

## Цікавий факт
- У верхів'ї річку перетинає автошлях Р29 (автомобільний шлях регіонального значення на території України, довжиною 120,6 км, пролягає від Алушти до Феодосії).